# Bogusław Cygler
Bogusław Antoni Cygler (ur. 1 maja 1936 w Ostojowie, zm. 18 grudnia 2020 w Gdańsku) – polski historyk, profesor nauk humanistycznych.

## Życiorys
Urodził się w rodzinie Jana (1888–1947), inżyniera górnika, i Jadwigi z domu Nowickiej (1896–1986), nauczycielki. Miał czworo rodzeństwa: Tadeusza (1920–1983), Danutę Jadwigę po mężu Grus (1922–1990), Włodzimierza (1926–1943) i Jerzego (1927–1943). 
Po wybuchu II wojny światowej, do 1942 przebywał w Warszawie. Później z rodziną mieszkał w Opatowie.
Po wojnie, od 1946 z rodzicami i siostrą mieszkał w Złotowie, gdzie do 1949 uczęszczał do Szkoły Podstawowej, następnie do 1952 do Państwowej Średniej Szkoły Ogólnokształcącej. Niedopuszczony do matury w latach 1952–1953 pracował jako pomocnik bibliotekarza w Bibliotece Powiatowej w Złotowie, w 1953–1954 powtarzał ostatnią klasę i zdał maturę w I Liceum Ogólnokształcącym im. Wincentego Pola w Pile. W 1954 rozpoczął studia w Wyższej Szkole Pedagogicznej w Gdańsku na kierunku Historia, które ukończył 23 czerwca 1958 z tytułem magistra. Specjalizował się w historii Polski i powszechnej XIX wieku. Doktorat obronił w 1962. Habilitował się w 1970. Tytuł naukowy profesora uzyskał w 1990. Pełnił funkcje: dziekana Wydziału Humanistycznego Uniwersytetu Gdańskiego (1972–1975), prorektora UG ds. dydaktyki, dyrektora Instytutu Historii tej uczelni. Równocześnie pracował w Pomorskiej Akademii Pedagogicznej w Słupsku (1994–1995) i w Bałtyckiej Wyższej Szkole Humanistycznej w Koszalinie (1995–2001), gdzie był prodziekanem Wydziału Humanistycznego i kierownikiem Katedry Historii Nowożytnej.
W latach 1951–1954 był członkiem ZMP, od 1954 członkiem ZSP, w latach 1957–1981 członkiem PZPR, od 1972 członkiem ORMO oraz członkiem ZNP. W latach 1975–1980 był członkiem Rady Naukowej Biblioteki PAN w Gdańsku, także członkiem Rady Naukowej Instytutu Bałtyckiego. Pełnił funkcję prezesa Zarządu Wojewódzkiego Towarzystwa Krzewienia Kultury Świeckiej w Gdańsku (1977–1981) i prezesa Oddziału Gdańskiego Towarzystwa Historycznego (1985). W latach 1985–1987 przewodniczył Wydziałowi I (Nauk Społecznych i Humanistycznych) Gdańskiego Towarzystwa Naukowego, następnie był wiceprzewodniczącym.
Od 1958 był mężem Barbary z domu Śródka (1936–2023), nauczycielki historii. Ojciec Anny po mężu Kanthak, gdańskiej pisarki, i Dagmary po mężu Larsen. Dziadek Jana Kanthaka, posła na Sejm RP.
Zmarł w Gdańsku na COVID-19 w czasie światowej pandemii tej choroby. Pochowany 5 stycznia 2021 w grobie rodzinnym na cmentarzu Łostowickim (kwatera 15-32-17).

## Publikacje
- Zjednoczenie Emigracji Polskiej 1837–1846 (1963)
- Działalność polityczno-społeczna Joachima Lelewela na emigracji w latach 1831–1861 (1969)
- Pułkownik Ludwik Oborski, szermierz wolności: (1789–1873) (1976)
- Powstańcy listopadowi w Elblągu i na Żuławach (1986)
- ...Z wolnością mego sumienia: poglądy Joachima Lelewela na religię i rolę Kościoła łacińskiego w dziejach  (1992)

## Ordery i odznaczenia
- Krzyż Kawalerski Orderu Odrodzenia Polski (1979)
- Srebrny Krzyż Zasługi (1970)
- Brązowy Medal „Za zasługi dla obronności kraju” (1978)
- Medal Komisji Edukacji Narodowej (1978)
- Brązowy Medal Uniwersytetu Gdańskiego „Honestati Doctrinae Sapientiae” (2016)[8]
- Odznaka tytułu honorowego „Zasłużony Nauczyciel PRL” (1981)
- Odznaka honorowa „Zasłużonym Ziemi Gdańskiej” (1973)
- Złota Odznaka „W Służbie Penitencjarnej” (1980)
- Złota Odznaka „Zasłużony dla Budownictwa i Przemysłu Materiałów Budowlanych” (1977)
- Odznaka „Za Zasługi dla Gdańska” (1968)
- Odznaka „Za Zasługi dla Województwa Elbląskiego” (1980)
- Odznaka „Za Zasługi dla Województwa Słupskiego” (1979)
- Odznaka „Za Zasługi dla Miasta Słupska” (1977)
- Odznaka „Zasłużonego Działacza Towarzystwa Krzewienia Kultury Świeckiej” (1979)
- Medal Alliance Française (1981)

Źródło:.

## Nagrody i wyróżnienia
- nagrody Rektora UG (1972, 1973, 1974, 1975, 1976, 1977, 1978, 1979, 1980, 1981)
- nagroda Ministra Nauki, Szkolnictwa Wyższego i Techniki III stopnia za osiągnięcia dydaktyczno‑organizacyjne (1975)
- nagroda Ministra Nauki, Szkolnictwa Wyższego i Techniki II stopnia za osiągnięcia naukowo‑badawcze (1977)

Źródło:.